# Dorfkirche Förbau

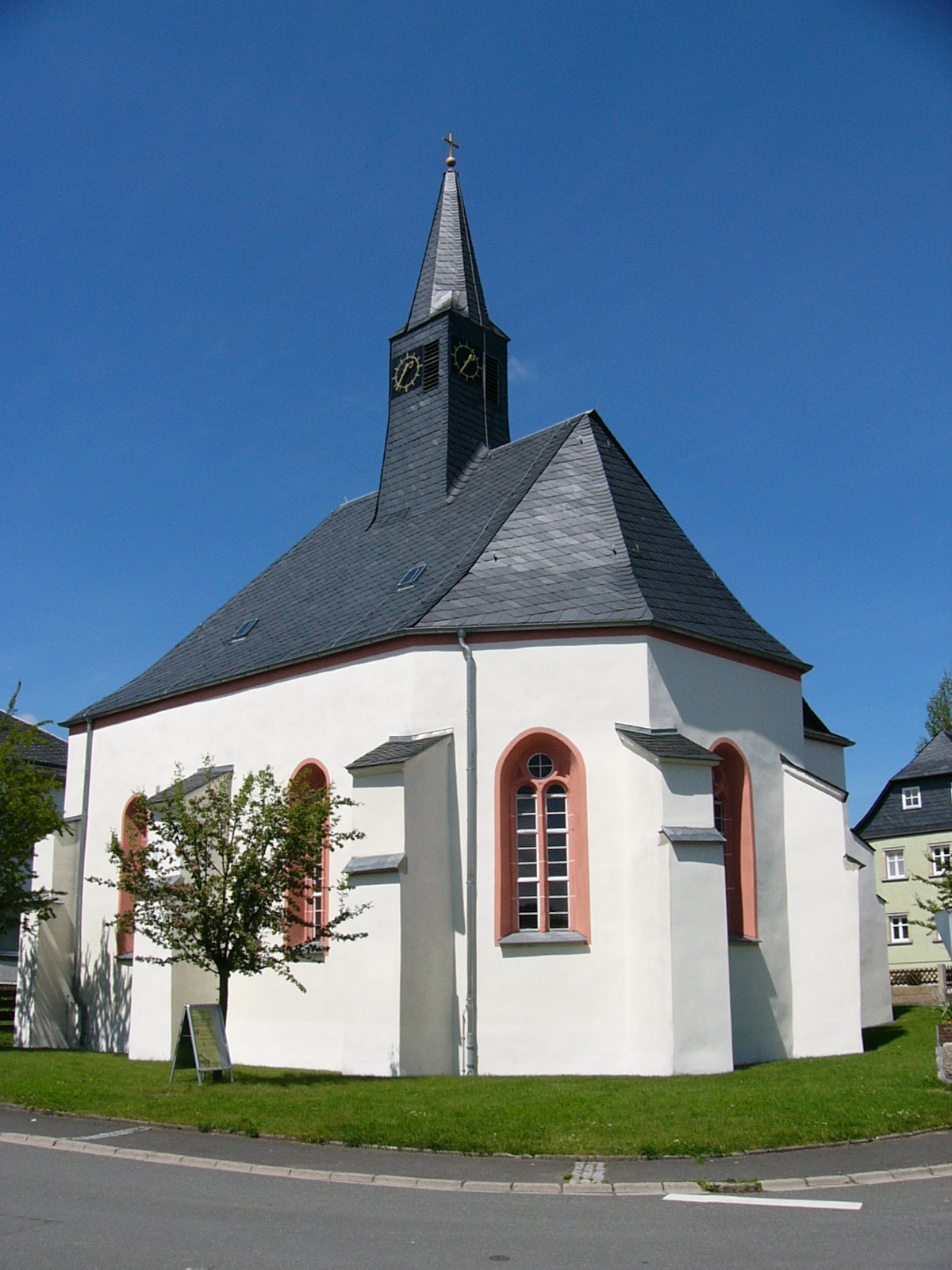
Dorfkirche Förbau

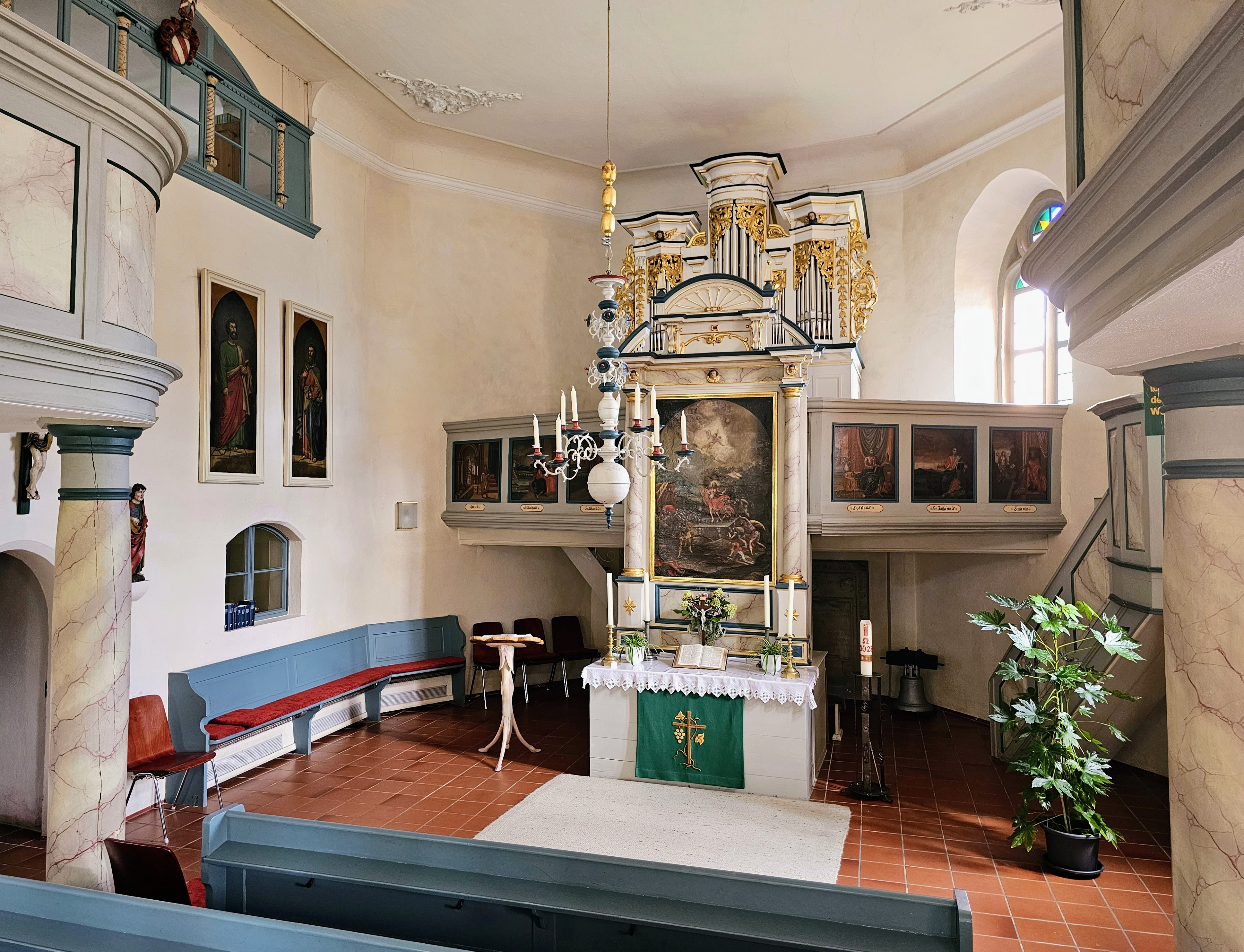
Innenraum (2023)

Die evangelische Dorfkirche in Förbau, einem Gemeindeteil von Schwarzenbach an der Saale im Landkreis Hof (Oberfranken, Bayern) ist unter der Denkmalnummer D-4-75-168-40 als Baudenkmal in der Bayerischen Denkmalliste eingetragen. Sie gehört zur Kirchengemeinde Schwarzenbach an der Saale im Dekanat Münchberg im Kirchenkreis Bayreuth der Evangelisch-Lutherischen Kirche in Bayern.

## Beschreibung
Die verputzte, im Kern im 15. Jahrhundert gebaute Saalkirche besteht aus einem Langhaus, das im Osten dreiseitig abgeschlossen ist. Die Wände werden von Strebepfeilern gestützt. Aus dem Satteldach des Langhauses erhebt sich ein quadratischer, mit einem achtseitigen, spitzen Helm bedeckter Dachreiter mit der Turmuhr.
Auf der Empore steht eine Orgel von Benedikt Friedrich aus dem Jahr 2004 mit 10 Registern auf zwei Manualen und Pedal, wovon 8 mittels Wechselschleifen den Manualen wahlweise zugeordnet werden können.